# Mandevilla boliviensis
Espèce
Classification APG III (2009)
Mandevilla boliviensis est une espèce de plantes à fleurs de la famille des Apocynaceae et du genre Mandevilla qui est originaire de Bolivie, du Costa Rica et d'Équateur.

## Description
Cette espèce épiphyte qui pousse en buissons peut atteindre 4 mètres de hauteur dans son milieu d'origine, et 2 mètres dans l'hémisphère nord tempéré. Ses grandes fleurs blanches en trompettes à cinq pétales et au centre jaune fleurissent d'avril à début novembre en région méditerranéenne.

## Synonymes
- Dipladenia bella Pittier
- Dipladenia boliviensis (Hemsl.) Hook.f.
- Mandevilla bella (Pittier) Woodson
- Mandevilla pittieri Woodson

## Culture
Il existe de nombreux cultivars pour les jardins ornementaux, dont 'Cosmos White'.
Cette plante doit être cultivée en serre l'hiver, car elle ne supporte pas les températures en dessous de 10°.